# 윈도우 서버 2008 R2
윈도우 서버 2008 R2(Windows Server 2008 R2)는 마이크로소프트가 개발한 서버 운영 체제이다. RTM 버전은 2009년 7월 22일 공개되었으며 전 세계 공통으로, 윈도우 7과 익스체인지 서버 2010과 같이 2009년 10월 22일에 출시되었다. 전년에 출시된 윈도우 비스타 기반의 윈도우 서버 2008의 후속이다.
윈도우 서버 2008 R2의 개선사항으로는 액티브 디렉터리의 새로운 기능, 새로운 가상화 및 관리 기능, 인터넷 정보 서비스(IIS) v7.5 웹 서버, 그리고 최대 256개의 논리 프로세서 지원이 포함된다. 클라이언트 지향 윈도우 7에 쓰이는 동일 커널을 기반으로 개발되었으며 64비트 프로세서만을 지원하는, 마이크로소프트가 출시한 최초의 서버 운영 체제이기도 하다.
윈도우 서버 2008 R2에는 7개 에디션이 출시되었다: 파운데이션, 스탠더드, 엔터프라이즈, 웹, HPC 서버, 아이테니엄, 윈도우 스토리지 서버 2008 R2. 윈도우 홈 서버 2011이라는 이름의 홈 서버 또한 출시되었다.
윈도우 서버 2008 R2 이후 버전은 윈도우 서버 2012이다.

## 새로운 기능
윈도우 서버 2008 R2는 하이퍼-V라고 하는 가상화 기능이 추가되었다. 액티브 디렉터리가 향상되었으며, IIS 7.5 버전을 포함, 256개까지의 프로세서를 지원한다고 마이크로소프트는 말했다. 그러나 더 이상 32비트는 지원하지 않으며, 처음으로 64비트 버전만 배포된 운영 체제이기도 하다. 그리고 닷넷 프레임워크와 마이크로소프트 파워셸 2.0 버전을 지원하고 있으며, 성능도 향상되었다. 저장 장치의 속도를 높였고, 시동 속도도 개선을 했다고 한다.

## 시스템 요구사항
윈도우 서버 2008 R2의 시스템 요구사항은 다음과 같다:
프로세서
1.4 GHz X86-64 또는 아이테니엄 2 프로세서
메모리
최소: 512 MB RAM (성능 및 일부 기능 제한 가능)
권고: 2 GB RAM
최대: 8 GB RAM (파운데이션), 32 GB RAM (스탠더드), 2 TB RAM (엔터프라이즈, 데이터센터, 아이테니엄)
디스플레이
슈퍼 VGA (800×600) 이상
디스크 공간 요구사항
최소 (파운데이션보다 높은 에디션): 32 GB 이상
최소 (파운데이션 에디션) 10 GB 이상
16 GB RAM 이상이 설치된 컴퓨터는 페이징과 덤프 파일에 더 많은 디스크 공간이 필요함.
기타
DVD 드라이브, 키보드 및 마우스, 인터넷 접속 (업데이트 및 온라인 인증에 필요)

## 역사
마이크로소프트는 윈도우 서버 2008 R2를 PDC 2008에서 윈도우 7의 서버 버전으로 공개했다.
- 2009년 1월 7일. 윈도우 서버 2008 R2의 베타 버전이 윈도우 7의 베타 버전과 함께 MSDN 및 테크넷의 몇몇 사용자에게 배포하고, 1월 9일. 윈도우 서버 2008 R2는 마이크로소프트 다운로드 센터를 통해 배포되었다. 이 때는 워터마크에 윈도우 서버 2008 R2가 아닌 윈도우 서버 7이 표기되어 있었다.
- 4월 30일. 마이크로소프트는 MSDN과 테크넷을 통해 윈도우 서버 2008 R2를 배포했고, 5월 5일에 마이크로소프트는 다운로드 센터를 통해 윈도우 서버 2008 R2의 릴리즈 후보(RC)를 공개했다.
- 7월 29일. 영문판 및 모든 언어팩이 OEM 제조사들에게 배포되었다.[6] 나머지 언어는 8월 11일 배포된다.
- 8월 14일. MSDN/테크넷 구독자들에게 5개국어로 배포되었다. 나머지 언어는 1주일 후인 8월 21일 배포된다.
- 8월 20일. 윈도우 서버 2008 R2의 평가판을 다운로드할 수 있다.
- 9월 14일. 윈도우 서버 2008 R2가 정식으로 판매된다.

## 에디션
| 기능                                  | 파운데이션 | 스탠더드    | 웹         | HPC         | 엔터프라이즈 | 데이터센터 | 아이테니엄 |
| ------------------------------------- | ---------- | ----------- | ---------- | ----------- | ------------ | ---------- | ---------- |
| x86-64 기준 최대 RAM                  | 8 GB       | 32 GB       | 32 GB      | 256 GB      | 2 TB         | 2 TB       | 2 TB       |
| 최대 물리 CPU                         | 1          | 4           | 4          | 4           | 8            | 64         | 64         |
| 페일오버 클러스터 노드 (노드)         | 알 수 없음 | 알 수 없음  | 알 수 없음 | 알 수 없음  | 16           | 16         | 8          |
| 크로스 파일 리플리케이션 (DFS-R)      | 아니요     | 예          | 예         | 예          | 예           | 예         | 예         |
| 실패 저항 메모리 동기화               | 아니요     | 아니요      | 아니요     | 아니요      | 예           | 예         | 예         |
| 메모리 모듈: 핫 애디션(Hot addition)  | 아니요     | 아니요      | 아니요     | 아니요      | 예           | 예         | 예         |
| 메모리 모듈: 핫 교체(Hot replacement) | 아니요     | 아니요      | 아니요     | 아니요      | 아니요       | 예         | 예         |
| CPU: 핫 애디션(Hot addition)          | 아니요     | 아니요      | 아니요     | 아니요      | 아니요       | 예         | 예         |
| CPU: 핫 교체(Hot replacement)         | 아니요     | 아니요      | 아니요     | 아니요      | 아니요       | 예         | 예         |
| IAS 연결                              | 10         | 50          | 아니요     | 아니요      | 무제한       | 무제한     | 2          |
| 원격 데스크톱 서비스 연결             | 50         | 250         | 아니요     | 아니요      | 무제한       | 무제한     | 아니요     |
| RRAS 연결                             | 50         | 250         | 아니요     | 250         | 무제한       | 무제한     | 아니요     |
| 가상 이미지 사용 권한                 | Forbidden  | Host + 1 VM | 1 VM       | Host + 1 VM | Host + 4 VMs | 무제한     | 무제한     |
| 기능                                  | 파운데이션 | 스탠더드    | 웹         | HPC         | 엔터프라이즈 | 데이터센터 | 아이테니엄 |

## 같이 보기
- 마이크로소프트 윈도우의 역사
- 운영 체제 목록
- 마이크로소프트 서버